# O etnogenezi Crnogoraca
O etnogenezi Crnogoraca: O nekim proučavanjima etnogeneze crnogorskog naroda naslov je knjige etnologa dr. Špira Kulišića, koja je tiskana 1980. u nakladi dnevnog lista Pobjeda u tadašnjem Titogradu (SR Crna Gora).
Iako po obimu nevelika, knjiga dr. Kulišića razbila stereotipe o etničkom porijeklu Crnogoraca i zbog toga je izazvala snažne reakcije, kroz kampanju stigmatizacije, kako od velikosrpskih znanstvenih krugova, tako i od ondašnje vrhuške SKJ u Crnoj Gori.

### Sadržaj
Knjiga O etnogenezi Crnogoraca: O nekim proučavanjima etnogeneze crnogorskog naroda podijeljena je u četiri poglavlja: 
- Šta kažu istorijski izvori;
- O "srpskim" plemenima prije države Nemanjića;
- O novom formiranju plemena;
- Završna razmatranja.

### Citati
Dr. Kulišić prvi je utvrdio kako još od najstarijih bizantskih izvora i kasnije nema pomena o tome kako Srbi ili Hrvati u značajnijim skupinama naseljavaju područje u 11. stoljeću oformljene Duklje, prvotne povijesne crnogorske države. Evo nekih od njegovih zaključaka (cit.u originalu):
- Kada se, barem donekle, sumiraju dosadašnja istraživanja, kao istoriografska i arheološka, i osobito etnološka i jezička, sve izrazitije nameće se zaključak da je etničku osnovu crnogorskog naroda sačinjavao veoma stari sloj slovenskog stanovništva, još od vremena doseljavanja. Ovo staro slovensko stanovništvo, kao što je bilo i u drugih južnoslovenskih naroda, postepeno je asimilovalo ostatke zatečenog starinačkog stanovništva svoje teritorije, od kojega je ujedno naslijedilo izvjesne uticaje u načinu života, u fizičkom tipu, u jeziku i kulturi. Kada se podrobnije razmotre rezultati starijih i savremenih istraživanja u Crnoj Gori, postaje sve jasnije da crnogorski narod predstavlja poseban etnos, različit donekle od drugih južnoslovenskih naroda, naravno, uz brojne srodnosti s njima. Ove osobenosti crnogorskog naroda mogu se pratiti u fizičkom tipu, u jeziku, u tradicionalnoj kulturi, osobito u starijoj društvnoj organizaciji i u nizu specifičnih običaja, društvenih i vjerskih, na koje je još Vuk Karadžić ukazivao, a zatim i niz drugih istraživača.

- U vizantijskim izvorima XI vijeka Dukljani su iskazani kao zaseban etnos, jasno odvojen i od Hrvata i od Srba. I kasniji podaci o crnogorskim plemenima, koje sadrze dubrovački i kotorski izvori XIV-XVI vijeka, ne označavaju stanovništvo Crne Gore ni kao srpsko ni kao hrvatsko. Isto se moze pratiti i u turskim izvorima.

- Crnogorski narod je slovenski narod, koji se razvio putem prožimanja sa balkanskim starincima u procesima slovenske asimilacije. U slicnim procesima formirani su svi savremeni narodi Evrope i osobito slovenski balkanski narodi..[1]

### Recenzija
Dr. Vojislav Nikčević je 1994. zapisao o reakcijama prigodom pojave knjige O etnogenezi Crnogoraca (citat.u originalu):
"Svojevremena pojava knjige O etnogenezi Crnogoraca Špira Kulišića, u stvari, značila je naučni i politički izazov u tolikoj mjeri da su uloženi ogromni napori od strane onovremene vlasti i stručne kritike kako bi se ona jednostavno ubila, njezina nepobitna saznanja o samobitnosti Crnogoraca kao naroda i nacije posve potrla, uzaptila... Kulišićeva radnja dočekana je kao jeretička knjiga stoga što je samobitnost Crnogoraca pojmila i interpretirala u duhu i u skladu s usamljenijem disidentskim pogledima malobrojnijeh crnogorskih naučnika koji su poslije 1968. godine u istoriografiji, lingvistici, filologiji, etnologiji, istoriji književnosti i u ostalijem društvenim naukama sve više polazili od ispravno postavljene teze o tome da oni po svojemu etničkome porijeklu nijesu nikakvi 'Srbi' već autohtoni istorijski narod, duboko ukorijenjen u ranu dukljansku i zetsku srednjovjekovnu prošlost i novovjeka nacija, postepeno formirana još od kraja XV vijeka u procesu kontinuirane pionirske 'borbe neprestane' kao građanske revolucije i najznačajnijega njezinog konstituensa."..